# Northome (condado de Koochiching, Minnesota)
Northome es un territorio no organizado ubicado en el condado de Koochiching en el estado estadounidense de Minnesota. En el Censo de 2010 tenía una población de 447 habitantes y una densidad poblacional de 0,58 personas por km².

## Geografía
Northome se encuentra ubicado en las coordenadas 47°57′16″N 94°12′34″O / 47.95444, -94.20944. Según la Oficina del Censo de los Estados Unidos, Northome tiene una superficie total de 769.93 km², de la cual 766.74 km² corresponden a tierra firme y (0.41%) 3.19 km² es agua.

## Demografía
Según el censo de 2010, había 447 personas residiendo en Northome. La densidad de población era de 0,58 hab./km². De los 447 habitantes, Northome estaba compuesto por el 93.06% blancos, el 0.45% eran afroamericanos, el 3.36% eran amerindios, el 0.67% eran asiáticos, el 0% eran isleños del Pacífico, el 0.22% eran de otras razas y el 2.24% pertenecían a dos o más razas. Del total de la población el 1.57% eran hispanos o latinos de cualquier raza.